# Asterorhombus annulatus
Asterorhombus annulatus és un peix teleosti de la família dels bòtids i de l'ordre dels pleuronectiformes.

## Hàbitat
Es troba a una fondària d'entre 32 i 36 m.

## Distribució geogràfica
Es troba a les costes del Mar de Timor.